# (23542) 1993 TN30
A (23542) 1993 TN30 a Naprendszer kisbolygóövében található aszteroida. Eric Walter Elst fedezte fel 1993. október 9-én.